# Twenty
Twenty é o nono álbum da banda Lynyrd Skynyrd lançado em  1997. O título do álbum refere-se ao fato de fazer vinte desde o acidente de avião que explodiu e matou o cantor original  Ronnie Van Zant, o guitarrista Steve Gaines, e a cantora de fundo Cassie Gaines.

## Faixas
1. "We Ain't Much Different" (Mike Estes, Rickey Medlocke, Gary Rossington, Hughie Thomasson, Johnny Van Zant) – 3:44
2. "Bring It On" (Medlocke, Rossington, Thomasson, J. Van Zant) – 4:56
3. "Voodoo Lake" (Bob Britt, Chris Eddy, J. Van Zant) – 4:37
4. "Home Is Where the Heart Is" (Medlocke, Rossington, Thomasson, J. Van Zant) – 5:26
5. "Travelin' Man" (Ronnie Van Zant, Leon Wilkeson) – 4:05
6. "Talked Myself Right Into It" (Pat Buchanan, Donnie Van Zant, J. Van Zant, Robert White Johnson) – 3:25
7. "Never Too Late" (Medlocke, Rossington, Thomasson, J. Van Zant) – 5:18
8. "O.R.R." (Medlocke, Rossington, Thomasson, J. Van Zant) – 4:16
9. "Blame It on a Sad Song" (Medlocke, Rossington, Thomasson, J. Van Zant) – 5:35
10. "Berneice" (Medlocke, Rossington, Dennis E. Sumner, Thomasson, J. Van Zant) – 4:01
11. "None of Us Are Free" (Barry Mann, Brenda Russell, Cynthia Weil) – 5:23
12. "How Soon We Forget" (Buchanan, D. Van Zant, J. Van Zant, White Johnson) – 4:50
13. "Sign of the Times" (Japan Bonus Track) - 3:44

## Créditos
- Gary Rossington – guitarra solo, base, acústica e slide
- Johnny Van Zant – vocal
- Leon Wilkeson – baixo
- Ricky Medlocke – guitarra solo, base, acústica e slide, e background vocals
- Hughie Thomasson – guitarra solo, base, acústica e slide, e background vocals
- Billy Powell – piano e órgão
- Owen Hale – bateria e percussão

- Ronnie Van Zant - vocais em "Travelin' Man"